# IPhone (serija)
iPhone je serija mobilnih telefona (tzv. smartfona) koje je proizvela tvrtka Apple. Prvi iPhone predstavljen je 9. siječnja 2007.
Funkcije mobitela iPhone sadrže SMS, kameru, govornu poštu, multimedija-player, te internet vezu, uključujući e-mail, web preglednik, Bluetooth i Wi-Fi mrežu. Zaslon je na dodir, kao i virtualna tipkovnica. Ostale su aplikacije sadržane u App Storeu, koji je predstavljen sredinom 2008. godine.
Na svojoj WWDC konferenciji 2. lipnja 2014. godine, Apple je objavio da je u App Store-u dostupno više od 1,2 milijuna aplikacija koje su ukupno preuzete više od 75 milijarda puta. Od tog nadnevka ima i više od 9 milijuna registriranih razvijatelja za Appleov iOS.
Sve aplikacije imaju različite funkcije, kao poslovne referencije, igre, GPS navigacija, društveni networking, te reklamiranje TV emisija, serija, filmova i slavnih osoba.
Zasad je proizvedeno 10 modela iPhone, zajedno s izdanjem Apple iOS-a (prije iPhone OS). Prvi, originalni iPhone postavio je temelje za izgled modela, poput veličine zaslona i položaja tipaka. iPhone 3G sadrži mobilne 3G mrežne sposobnosti i A-GPS lokaciju. iPhone 3GS dodatno sadrži kompas, brži procesor, i višu rezoluciju kamere, koja sadrži i video. iPhone 4 po prvi put ima drugu kameru, za video-razgovaranje, kao i višu rezoluciju zaslona. Najnoviji model iPhonea je iPhone 6s koji ima dvije izvedenice, iPhone 6s i iPhone 6s Plus.

## Modeli

### iPhone 2G
iPhone 2G (ili samo iPhone) prva je generacija iz Appleove serije smartphonea. iPhone 2G ima 3.5 inčni multitouch ekran osjetljiv na dodir, rezolucije 320x480 piksela. Koristi iOS (prije iPhone OS) kao operacijski sustav kojeg pokreće 412 megahercni procesor. iPhone 2G nema 3G nego koristi Wi-Fi i sporije 2G mreže. Najavljen je 9. siječnja 2007.

### iPhone 3G
iPhone 3G u odnosu na prvi iPhone (iPhone 2G) donosi bolje hardverske karakteristike i dolazi s novom verzijom operacijskog sustava OS X iPhone 2.0 (ili iPhone OS 2.0) koji će kasnije biti dostupan i za prvu generaciju iPhone-a. iPhone 3G predstavljen je 11. srpnja 2008.

### iPhone 3GS
iPhone 3GS treća je generacije iPhone-a najavljena na WWDC-u 2009. iPhone 3GS dolazi s poboljšanim hardverskim karakteristikama u odnosu iPhone 3G i s novim iPhone OS-om 3.0. Vizualno je identičan  iPhone-u 3G. iPhone 3GS donosi novi 600 MHz procesor, 256 MB RAM-a, 3 MPx kameru, kompas i bateriju većeg kapaciteta.

### iPhone 4
iPhone 4 četvrta je generacija iPhone-a predtavljena na WWDC-u 2010. U odnosu na prethodnu generaciju, značajno je redizajniran. iPhone 4 je 24% tanji od iPhone-a 3GS i donosi bolje hardverske karakteristike.

### iPhone 4S
Iako iPhone 4S izgleda kao njegov prethodnik, mnogo je brži i napredniji. Glavna novost prilikom objavljivanja iPhone-a 4S bio je virtualni glasovni asistent Siri. Kao i iPhone 4, iPhone 4S koristi isti ekran dijagonale 3,5 inča s rezolucijom 960 x 640 piksela čija gustoća iznosi 326 ppi. iPhone 4s također ima dva mikrofona od kojih se jedan koristi za uklanjanje šuma. Obje verzije imaju dvije antene za različite frekvencije mobilnih operatera integrirane u "metalne prstene" oko samog uređaja. iPhone 4s posjeduje dvije kamere. Stražnja kamera je rezolucije 8 MP i može snimati video zapise Full HD rezolucije brzinom od 30 sličica u sekundi. Prednja kamera je VGA rezolucije. 
Od ostalih specifikacija izdvaja se Appleov A5 mobilni procesor koji ga pogoni te ugrađenih 512 MB RAM memorije. Dolazi u 4 različita kapaciteta za pohranu podataka: 8, 16, 32 te 64 GB.

### iPhone 5
iPhone 5 specifičan je po tome što je prvi puta u povijesti proizvodnje uređaja iPhone predstavljena nova dijagonala ekrana od 4 inča čija je razlučivost 1136x640. Gustoća piksela iznosi 326 ppi. iPhone 5 pokreće dvojezgreni Apple A6 procesor s radnim taktom od 1.3 GHz te 1 GB RAM memorije. Dolazi u 3 različita kapaciteta za pohranu podataka: 16, 32 te 64 GB. iPhone 5 karakterizira potpuno novi lightning konektor za punjenje i transfer podatka za razliku od prethodnih 30-pinskih konektora. 

### iPhone 5S
iPhone 5S, u odnosu na iPhone 5, donosi novi 64-bitni A7 procesor koji je, prema Apple-u, 6 puta brži od prethodnog A6 procesora. iPhone 5S donosi i TouchID senzor za otiske prsta koji se sad nalazi u tipci Home. Nova 8 MPx Sight kamera ima 15% veći senzor od kamere na iPhone-u 5. Na iPhone-u 5S se nalazi nova i poboljšana prednja FaceTime kamera HD razlučivosti snimanja video zapisa i rezolucije 1,2 Mpx. iPhone 5S pdržava u više 4G LTE frekvencija i dolazi s novim iOS-om 7. Baterija je također poboljšana.

### iPhone 5c
iPhone 5c predstavljen je kao jeftinija verzija iPhonea 5 (s istim tehničkim karakteristikama) čije je glavno obilježje stražnje kučište napravljeno od polikarbonata za razliku od ostalih modela koji imaju kombinaciju stakla i metala. Dostupne boje su: bijela, roza, plava, zelena i žuta.

### iPhone 6 i 6 Plus
iPhone 6 karakterizira veći ekran nego što su imali njegovi prethodnici - 5, 5c i 5s. Dijagonala od 4.7 inča s rezolucijom od 1334 x 750 pruža gustoću piksela od 326 ppi. Nova Full HD kamera sposobna je snimati u 60 sličica u sekundi te snimati usporene snimke od 240 sličica u sekundi da bi generirala usporeni prikaz video-klipova u razlučivosti od 720p. iPhone 6 također karakterizira i poboljšani audio poziv zbog LTE povezivanja. Za glatke performanse zadužen je novi Appleov A8 64-bitni dvojezgreni procesor, frekvencije 1,4 GHz, koji je prema arhitekturi sličan procesorima kakve možemo pronaći u današnjim desktop računalima, te s 1 GB RAM memorije.
iPhone 6 Plus, za razliku od iPhone-a 6, ima 5,5 inčni zaslon razlučivosti 1920 x 1080 piksela. iPhone 6 Plus ima i veću bateriju (kapaciteta 2915 mAh) od iPhone 6 (1810 mAh). iPhone 6 i 6 Plus dolaze u inačicama od 16, 64 i 128 GB.

### iPhone 6s i 6s Plus
iPhone 6s i 6s Plus predstavljeni su 9. rujna 2015. Najveća razlika između ovogodišnjih i prošlogodišnjih modela jest "3D Touch", tehnologija ekrana osjetljivog na jačinu pritiska. Veličina ekrana ostala je ista - 4.7 inča na modelu 6s i 5.5 inča na modelu 6s Plus. Uređaji su malo deblji od prošlogodišnjih, ali je dizajn gotovo identičan. Dostupni su u novoj boji - ružičastoj zlatnoj, koju smo imali priliku vidjeti na određenim modelima Apple Watcha. Ugrađena 12-megapikselna kamera nadograđena je i njome se mogu snimati 4K videozapisi, a podržava i tzv. "žive fotografije". Od hardvera nadograđen je i A9 procesor.

## Vanjske poveznice
- Službena stranica
- Tehničke karakteristike modela
- iPhone na Curlie